# آندره برایتنرایتر
آندره برایتنرایتر (انگلیسی: André Breitenreiter؛ زادهٔ ۲ اکتبر ۱۹۷۳) بازیکن فوتبال اهل آلمان است که در پست هافبک و مهاجم بازی می‌کرد.
از باشگاه‌هایی که در آن بازی کرده‌است می‌توان به باشگاه فوتبال هامبورگ، باشگاه فوتبال هولشتاین کیل، باشگاه فوتبال هانوفر ۹۶، و باشگاه فوتبال وولفسبورگ اشاره کرد.
آندره هم‌اکنون سرمربی تیم ادرزفیلد تاون است.
وی همچنین در تیم‌های ملی فوتبال زیر ۱۶ آلمان، جوانان آلمان، زیر ۲۰ سال آلمان، و زیر ۲۱ سال آلمان بازی کرده‌است.